# Laguna Juhuacocha
La Laguna Juhuacocha — également orthographié Jujuacocha, en langue quechua Hawaqucha — est un lac d'origine glaciaire situé dans la région d'Ancash, dans la province de Bolognesi. Il est situé dans la réserve naturelle de Huayhuash, dans la cordillère du même nom, à une altitude de 4 053 mètres.
Depuis ses rives, une vue spectaculaire s'offre sur ses eaux cristallines et sur le versant occidental des sommets de la cordillère Huayhuash : le Rondoy, le Jirishanca, le Yerupajá Chico ainsi que son sommet culminant, le Yerupajá.